# Lubiewo (powieść)
Lubiewo – współczesna gejowska powieść autorstwa Michała Witkowskiego. Powieść ukazała się w 2004 roku, jej wydawcą była Korporacja Ha!art.
Autor i wydawca określają Lubiewo jako „powieść przygodową-obyczajowo z życia ciot”.

## Treść i forma utworu
Powieść składa się z dwóch części, które zawierają dziesiątki luźnych opowieści połączonych osobą nadrzędnego narratora-bohatera. Stwierdza on w pewnym momencie, że jego ambicją jest ułożenie „ciotowskiego Dekameronu”.
W pierwszej części, zatytułowanej Księga ulicy, autor odwiedza dwóch starszych mężczyzn: Patrycję i Lukrecję. Ci prześcigają się w opisach mrocznych gejowskich miejsc Wrocławia z lat 70. i 80. Nade wszystko przechwalają się miłosnymi wyczynami. Najwyżej cenioną zdobyczą jest tzw. luj, czyli heteroseksualny mężczyzna, który godzi się na seks analny lub oralny. Są to albo napotkani pijacy, albo żołnierze radzieccy z koszar we Wrocławiu lub Legnicy. Poszukiwania te są o tyle niebezpieczne, że luje bywają agresywni i mogą pobić. Mimo to, barwne historie utrzymane są w nurcie nostalgii za czasami pikiet, „ciotobarów” i seksu w toaletach i parkach.
Druga część powieści, Ciotowski bicz, dzieje się współcześnie na gejowskiej plaży nudystów w Lubiewie (wyspa Wolin). Składa się z rozmów, których narratorami są Paula i Michaśka. Z opowieści o postaciach i różnych perypetiach gejów wyłania się „Wielki Atlas Ciot Polskich”, rozbudowana i dowcipna typologia postaw i preferencji homoseksualnych.
Witkowski nawiązuje w treści i formie m.in. do Dekameronu i Pamiętnika z powstania warszawskiego. W jednym z udzielonych wywiadów powiedział: „W Pamiętniku nie ma za grosz ani polityki, ani idei, tylko to, co Białoszewski «spod stołu» podsłuchał i zobaczył. Ja też chciałem być jak najdalej od gazet – adopcja, AIDS, emancypacja, parady – a jak najbliżej doświadczenia, które literacko jest dużo ciekawsze. Bo gdy czytam w tygodnikach o gejach, mam poczucie, że to nie ma nic wspólnego z życiem”.

## Odbiór powieści i nagrody
W latach 2005–2006 ukazało się 5 wydań powieści, a także wersja dźwiękowa (czytana przez autora). Wybór polaroidowych fotografii Karola Radziszewskiego z cyklu Lubiewo stanowił ilustrację czwartego, złotego wydania książki.
Tłumaczenia powieści ukazały się w Niemczech, Wielkiej Brytanii, Francji, Rosji, Czechach, Finlandii, Holandii, Izraelu, na Litwie i Ukrainie.
Lubiewo zostało nominowane do kilku nagród: Nike 2006, Paszporty Polityki 2005, Fenomeny „Przekroju” w 2005 r. Powieść otrzymała także Nagrodę Literacką Gdynia 2006 oraz Nagrodę Polskiego Towarzystwa Wydawców Książek 2006.
W 2012 roku, także nakładem Korporacji Ha!art, ukazała się komiksowa adaptacja Lubiewa, zatytułowana Wielki Atlas Ciot Polskich, z rysunkami m.in. Balbiny Bruszewskiej, Daniela Chmielewskiego, Krzysztofa Ostrowskiego, Bartka Materki, Macieja Pałki, Sławomira Shuty, Macieja Sieńczyka.

## Adaptacje teatralne

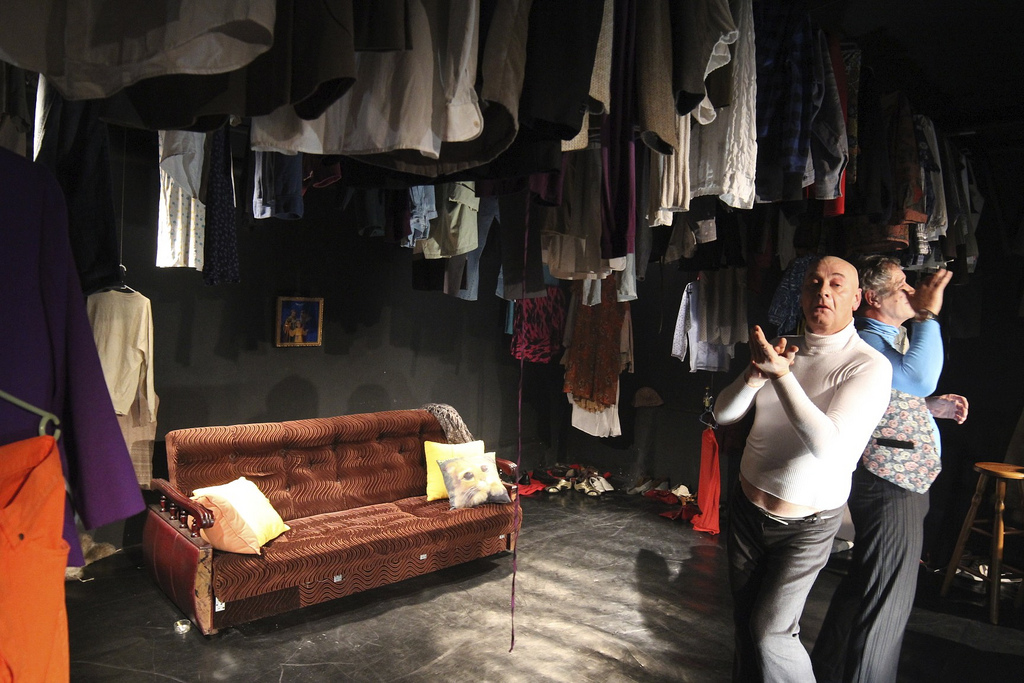
"Lubiewo" w Teatrze Nowym w Krakowie

Na podstawie powieści powstał scenariusz teatralny dla Teatru Rozmaitości w Warszawie, napisany przez samego autora powieści wspólnie z Piotrem Gruszczyńskim. Natomiast adaptacji na potrzeby Teatru Nowego w Krakowie dokonał reżyser Piotr Sieklucki. Adaptację tej powieści wystawiono także w Teatrze Miejskim w Göteborgu (Göteborgs Stadsteater).